# Sentens
Sentens, från latinets sententia i betydelsen 'mening', motsvarande det antika grekiska koncept som Aristoteles i sin retorik kallade yνὢμαι, är tänkesätt och levnadsregler som under antiken och medeltiden lärdes in utantill för att kunna återanvändas, framförallt i skönlitteratur. I såväl Antikens Grekland som Romerska riket brukade dessa sammanställas i alfabetisk ordning. En som tidigt använde begreppet sentens var Quintilianus. 
En känd skildring av antik sentensanvändning återfinns i Athenaios Deipnosophistae, där det återberättas hur deltagare på en bankett förväntades komma på och recitera sentenser efter varandra enligt olika krav: samma tema, samma idé, samma antalet stavelser, samma exempelfigurer, samma innehåll (mat eller ett verktyg eller ett namn) och så vidare. Medan vinnaren fick motta en krans fick den som förlorade, till exempel, saltlösning nerhällt i sin dryck, som sedan behövdes drickas i ett svep.  
Under medeltiden försvann det festliga inslaget i sentensanvändningen, medan det användes intensivt i latinundervisningen och av poeter. Ovidius och Vergilius sentenser var särskilt populära. De sammanställdes ofta i långa skrifter i alfabetisk ordning, och kom att användas under lång tid. I Tyskland fortfarande av Martin Luther och så sent som Jean Paul. 
Ett exempel på en sentens är "amor vincit omnia" (Vergilius). En synonym kan vara "levnadsregel".